# 塔馬鎮區 (愛荷華州德梅因縣)
塔馬鎮區（英語：Tama Township）是位於美國愛荷華州德梅因縣的一個行政鎮區。

## 地方資料
根據2010年美國人口普查的數據，塔馬鎮區的面積為56.93平方千米，當中陸地面積為49.30平方千米，而水域面積為7.63平方千米。當地共有人口1088人，而人口密度為每平方千米19.11人。